# Elsevier (Zeitschrift)

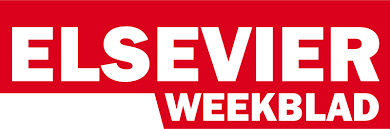

Elsevier ist eine niederländische politische Wochenzeitschrift. Sie erscheint samstags, Redaktionssitz ist Amsterdam. Die Zeitschrift wird von der Reed Business Information BV herausgegeben, die eine Tochterfirma von Reed Elsevier ist. Die Ausrichtung des Magazins gilt als rechts-konservativ und wirtschaftsliberal, dem Wirtschafts- und Geldanlageteil wird ein großer Anteil reserviert. Chefredakteur ist seit 2000 Arendo Joustra. Die verkaufte Auflage betrug im ersten Quartal 2008 143.539 Exemplare.

## Geschichte
Die erste Ausgabe von Elsevier erschien noch als Elseviers Weekblad am 27. Oktober 1945; zuvor hatte der Herausgeber Elsevier’s Uitgeversmaatschappij bereits seit 1891 die Elsevier’s Geïllustreerd Maandschrift verlegt, bis diese 1940 während des Zweiten Weltkriegs von den deutschen Besatzern verboten wurde. Mit der Gegnerschaft zur Entkolonialisierung von Niederländisch-Ostindien und der umfangreichen Wirtschaftsberichterstattung stellte Elsevier deutlich die politische Linie zur Schau - konservativ in gesellschaftlichen, liberal in wirtschaftlichen Belangen. Letztere erhielten nochmals größere Geltung, als die Zeitschrift 1965 in das Elsevier’s Magazine und das reine Wirtschaftsblatt Elsevier’s Weekblad (EW) aufgespalten wurde, allerdings wurde letzteres 1988 wieder in das Magazin integriert.
In den Jahren 1965–85 bewegte sich Elsevier’s Magazine weg von einem literarischen hin zu einem journalistischen Stil. Politisch änderte sich wenig, so kritisierte Chefredakteur Ferry Hoogendijk beständig die Regierung De Uyl, wurde jedoch 1985 auch aufgrund Beschwerden seitens der Redaktion über seinen autoritären Führungsstil durch den vormaligen Chefredakteur des NRC Handelsblad, André Spoor, ersetzt, der das Blatt umkrempelte und ihm seinen heutigen Namen gab. Spoor musste Elsevier nach zwei Jahren u. a. wegen Krankheit wieder verlassen, seitdem konnten seine Nachfolger im Gegensatz zu vielen anderen Printmedien, die seit dem Jahrtausendwechsel deutlich an Auflage verloren haben, Elsevier auf Kurs halten.

### Bekannte Autoren
- Cees Nooteboom war von 1957 bis 1960 als Freier Mitarbeiter für Elsevier tätig.
- Pim Fortuyn hatte von 1993 bis 2001 eine wöchentliche Kolumne in dem Magazin und wurde durch diese einer größeren Öffentlichkeit bekannt.
- Leon de Winter unterhielt von 2004 bis 2007 einen kontroversen Blog in der Online-Ausgabe, für den er auch danach in unregelmäßigen Abständen Beiträge verfasst.

### Bisherige Chefredakteure
| Elsevier’s Magazine                                  | Elsevier’s Magazine     | Elsevier’s Weekblad                                                       | Elsevier’s Weekblad |
|                                                      |                         | Henk Lunshof                                                              | 1946–1954           |
| Wouter de Keizer, Kornelis Douwe Bosch               | 1954–1959               |                                                                           |                     |
| Henk Lunshof, Wouter de Keizer, Kornelis Douwe Bosch | 1959–1962               |                                                                           |                     |
| Henk Lunshof, Wouter de Keizer                       | 1962–1964               |                                                                           |                     |
| Henk Lunshof                                         | 1964–1965               |                                                                           |                     |
| wie Elsevier’s Weekblad                              | wie Elsevier’s Weekblad | Wouter de Keizer, Ferry Hoogendijk, Jan Vermeulen                         | 1966                |
| wie Elsevier’s Weekblad                              | wie Elsevier’s Weekblad | Wouter de Keizer, Ferry Hoogendijk, Jan Vermeulen, Willem Leonard Brugsma | 1966–1968           |
| wie Elsevier’s Weekblad                              | wie Elsevier’s Weekblad | Wouter de Keizer, Ferry Hoogendijk, Jan Vermeulen, Martin Duyzings        | 1968                |
| Ferry Hoogendijk, Jan Vermeulen, Martin Duyzings     | 1968–1971               | Ferry Hoogendijk, Jan Vermeulen, Martin Duyzings                          | 1968–1970           |
| Ferry Hoogendijk, Jan Vermeulen, Daan van Rosmalen   | 1971–1975               | Henny ten Brink                                                           | 1970–1971           |
| Ferry Hoogendijk                                     | 1975–1985               | Han Folkertsma                                                            | 1971–1974           |
| Elsevier                                             | Elsevier                | Han Folkertsma, Nic van Rossum                                            | 1974–1975           |
| André Spoor                                          | 1986–1988               | Nic van Rossum                                                            | 1975–1988           |
| Johan van den Bossche                                | 1988–1993               |                                                                           |                     |
| Hendrik Jan Schoo                                    | 1993–1999               |                                                                           |                     |
| Arendo Joustra                                       | 2000–                   |                                                                           |                     |

### Internet
Eine Online-Ausgabe gibt es erst seit 2004, damit war Elsevier zusammen mit HP/De Tijd sehr viel später am Start als De Groene Amsterdammer, die bereits 1994 online ging. Im Gegensatz zu den überregionalen Tageszeitungen wird auf multimediale Inhalte verzichtet, Blogs, Web-Feeds und Newsletter ergänzen die Artikel.

## Auflagenentwicklung
| Verkaufte Auflage seit der Ermittlung durch das „Oplage Instituut“ | Verkaufte Auflage seit der Ermittlung durch das „Oplage Instituut“ | Verkaufte Auflage seit der Ermittlung durch das „Oplage Instituut“ | Verkaufte Auflage seit der Ermittlung durch das „Oplage Instituut“ | Verkaufte Auflage seit der Ermittlung durch das „Oplage Instituut“ | Verkaufte Auflage seit der Ermittlung durch das „Oplage Instituut“ | Verkaufte Auflage seit der Ermittlung durch das „Oplage Instituut“ | Verkaufte Auflage seit der Ermittlung durch das „Oplage Instituut“ | Verkaufte Auflage seit der Ermittlung durch das „Oplage Instituut“ | Verkaufte Auflage seit der Ermittlung durch das „Oplage Instituut“ | Verkaufte Auflage seit der Ermittlung durch das „Oplage Instituut“ | Verkaufte Auflage seit der Ermittlung durch das „Oplage Instituut“ |
| ------------------------------------------------------------------ | ------------------------------------------------------------------ | ------------------------------------------------------------------ | ------------------------------------------------------------------ | ------------------------------------------------------------------ | ------------------------------------------------------------------ | ------------------------------------------------------------------ | ------------------------------------------------------------------ | ------------------------------------------------------------------ | ------------------------------------------------------------------ | ------------------------------------------------------------------ | ------------------------------------------------------------------ |
| Jahr                                                               | 1999                                                               | 2000                                                               | 2001                                                               | 2002                                                               | 2003                                                               | 2004                                                               | 2005                                                               | 2006                                                               | 2007                                                               | 2008, 1. Quartal                                                   | 2014, 1. Quartal                                                   |
| Auflage                                                            | 124.160                                                            | 129.630                                                            | 131.390                                                            | 134.927                                                            | 135.459                                                            | 135.114                                                            | 132.949                                                            | 137.332                                                            | 142.888                                                            | 143.539                                                            | 81.285 (Print) + 77.561 (digital)                                  |